# منصور بن سرجون
منصور بن سرجون كان مسؤولًا ماليًا بيزنطيًا وحاكمًا لدمشق؛ وهو من أصل عربي سوري (شامي) محلي في عهد الإمبراطور البيزنطي (الرومي) موريس (حكم. 582–602 م) وهرقل (حكم. 610-641 م)، وكذلك أثناء الغزو الفارسي لدمشق في 614-628 م. وهو الذي أعلن استسلام المدينة للمسلمين العرب المحاصرين في عام 635، وسلّمها، عندما علم وضمن سلامة السكان المحليين. وبسبب دوره في الاستسلام، تعرّضَت سمعته لتشويه في الدوائر المسيحية. ظلت عائلة منصور بارزة في ظل الحكم الإسلامي، حيث خدم ابنه سرجون كمسؤول رفيع المستوى في الشام في عهد الخلفاء الأمويين الأوائل، وبلغ حفيده يوحنا الدمشقي مكانة بارزة كواحد من المفكرين المسيحيين الرئيسين في عصره. لعبَت عائلته دورًا بارزًا في السياسات الأموية المُبكرة، فكان سرجون هو من أشار على يزيد بتعيين ابن زياد على الكوفة، لقتال الحسين، وربما من وجّه بقتله؛ وكان حفيده يوحنا الدمشقي أول من كتب في نقد الإسلام في كتابه De Haeresbius (بالعربية: الهراطقة) حيث جعل الإسلام الهرطقة رقم 100.

## الحياة
كان منصور شاميًّا محليًا من أصول عربية، وكان يجيد اللغة الآرامية واليونانية بالإضافة إلى لغته العربية. وفقًا للمؤرخ الملكي سعيد بن البطريق في القرن العاشر، عُين منصور مسؤولًا ماليًا في دمشق من الإمبراطور البيزنطي موريس. وقد احتفظ بهذا المنصب بعد أن استولى الفرس الساسانيون على دمشق حوالي ق. 614 وطوال فترة غزوهم للمدينة. خلال هذه الفترة، استمر في تحويل الضرائب من ولايته القضائية إلى الساسانيين. استعاد البيزنطيون السيطرة على دمشق في عام 628، وبعد عامين، عندما زار الإمبراطور هرقل المدينة، سُجن منصور وعُذب للضغط عليه لسداد الضرائب المُحولة إلى الساسانيين. وفي المقابل، احتفظ منصور بمنصبه. يزعم أوتيخيوس أن منصور كان يشعر "بالغضب" تجاه الإمبراطور نتيجة لهذه الحادثة. وقد ثبت أن هذا ساهم في معارضته لتقديم الأموال إلى قائد هرقل جابان، الذي كان يقود جهود الدفاع البيزنطية ضد المسلمين العرب، الذين شنوا الفتح الإسلامي للشام في ق. 634 م.
أثناء الحصار الإسلامي لدمشق، ورد ذكر المنصور في العديد من المصادر الإسلامية والمسيحية باعتباره زعيم سكان المدينة الذي فتح المفاوضات مع خالد بن الوليد. وفي أيلول 635م فتح الباب الشرقي للمدينة لخالد بعد أن وقع الاثنان على اتفاقية استسلام تضمن إعطاء الأمان لسكان المدينة وممتلكاتها. وقد استثنى هذا الممر الآمن القوات البيزنطية المدافعة عن دمشق، والتي فرت بعد ذلك من المدينة إلى بيزنطة. وأشار أوتيخيوس إلى أنه نتيجة لدور منصور في الاستسلام، "شوهه جميع البطاركة والأساقفة في العالم". كما ذكر المؤرخ والبطريرك السرياني ديونيسيوس الأول في القرن التاسع أن منصور هو مسؤول المدينة الذي سلّم دمشق، ولكن بينما نظر أوتيخيوس إلى فعل منصور على أنه خيانة، وصفه ديونيسيوس أن ما فعله صواب فهو حافظ على سلامة ورفاهية السكان، حيث كان سقوط المدينة سلسًا جدًّا بفضل جهوده.

## الأحفاد
أسس منصور عائلة مرموقة في دمشق. وظلت العائلة ملكانية، أي مسيحية أرثوذكسية من المذهب الإمبراطوري البيزنطي. عُين سرجون بن منصور كاتبًا (نوع من السكرتارية) لمعاوية بن أبي سفيان، والي دمشق ثم كل الشام من ق. 639 حتى توليه منصب الخليفة الأموي الأول في عام 661م وحتى وفاة الخليفة في عام 680م. احتفظ سرجون بمنصبه في عهد خلفاء معاوية، يزيد الأول، ومعاوية الثاني، ومروان الأول، وعبد الملك، وقد قام الأخير بعزل سرجون حوالي عام 700 م في إطار حركة لإزالة الغطاء البيزنطي المسيحي من الدولة الأموية منها تعريب الدواوين، وسك الدنانير العربية. وكان ابن سرجون، يوحنا الدمشقي (توفي عام 749)، مفكرًا مسيحيًّا بارزًا. وفي ظل الحكم العباسي الذي حلّ محل الحكم الأموي في عام 750 م، خرجوا من الساحة السياسية، وقد خدم اثنان آخران من أحفاد المنصور كبطاركة للقدس: سرجيوس الأول (في الفترة. 842–858 م) وإلياس الثالث (في الفترة. 879–907 م).

## فهرس
- Griffith، Sidney H. (2016). "The Manṣūr Family and Saint John of Damascus: Christians and Muslims in Umayyad Times". في Borrut، Antoine؛ Donner، Fred M. (المحررون). Christians and Others in the Umayyad State. Chicago: The Oriental Institute of the University of Chicago. ص. 29–52. ISBN:978-1-614910-31-2.
- Janosik، Daniel J. (2016). John of Damascus, First Apologist to the Muslims: The Trinity and Christian Apologetics in the Early Islamic Period. Eugene, Oregon: Pickwick Publications. ISBN:978-1-4982-8984-9. مؤرشف من الأصل في 2022-12-07.
- Zein، Ibrahim؛ El-Wakil، Ahmed (2020). "Khālid b. al-Wālid's Treaty with the People of Damascus: Identifying the Source Document through Shared and Competing Historical Memories". Journal of Islamic Studies. ج. 31 ع. 3: 295–328. DOI:10.1093/jis/etaa029.